# Palaeodocosia magadanica
Palaeodocosia magadanica är en tvåvingeart som beskrevs av Blagoderov 2000. Palaeodocosia magadanica ingår i släktet Palaeodocosia och familjen svampmyggor. Inga underarter finns listade i Catalogue of Life.